# Keskese
Keskese – pierwszy singel promujący album Kasi Nosowskiej pt. Sushi.

## Lista utworów
1. "Część pierwsza" – 3:50
2. "Część druga" – 4:33